# Suizhou
Suizhou, tidigare känd som Suihsien, är en stad på prefekturnivå i Hubei-provinsen i centrala Kina. Den ligger omkring 170 kilometer nordväst om provinshuvudstaden Wuhan.

## Administrativ indelning
Suizhou indelas i ett stadsdistrikt, en stad på häradsnivå och ett härad:
- Stadsdistriktet Zengdu (曾都区 Zēngdū qū);
- Staden Guangshui (广水市, Guǎngshuǐ shì);
- Häradet Sui (随县, Suí xiàn).

## Klimat
Genomsnittlig årsnederbörd är 1 211 millimeter. Den regnigaste månaden är augusti, med i genomsnitt 187 mm nederbörd, och den torraste är december, med 12 mm nederbörd.